# Jan Nepomuk Říhánek
Jan Nepomuk Říhánek (11. ledna 1863 Doubravka u Plzně – 24. května 1935 Praha) byl kněz pražské arcidiecéze, student koleje Bohemicum (pozdější Nepomucenum), rektor kněžského semináře v Praze.

## Život
Studoval na klasickém gymnáziu v Plzni, po maturitě roku 1882 vstoupil do pražského semináře, odkud byl poslán ke studiu na římské koleji Propagandy. V letech 1884/85–1886/87 se připomíná jako alumnus v římském Bohemicu, vysvěcen byl 5. března 1887.
Pak se stal kaplanem v Boru, v roce 1890 byl jmenován prefektem chlapeckého malého semináře v Příbrami, v roce 1898 spirituálem kněžského semináře v Praze, v letech 1903–1925 pak byl jeho rektorem. Poté se stal kaplanem v břevnovském Vincentinu, domově pro nevyléčitelně nemocné. 1. února 1926 byl Piem XI. jmenován domácím prelátem Jeho Svatosti. 
Zemřel u sester boromejek ve střešovickém Vincentinu 24. května 1935 a je pochován na Střešovickém hřbitově.

## Literární díla (výběr)
- Denní čítanka trpitelů, Praha 1934
- Zrnka moudrosti, 1947